# No Reason to Cry
No Reason to Cry ist das vierte Studioalbum von Eric Clapton. Es erschien im August 1976 unter dem Label RSO Records. 1990 wurde das Album auf CD veröffentlicht.

## Hintergrund
Das Album wurde im März 1976 in den Shangri-la Studios aufgenommen. Auf dem Album ist ein Duett mit Bob Dylan enthalten, was Dylan dem CD-Booklet seines Albums The Bootleg Series Volumes 1–3 (Rare & Unreleased) 1961–1991 nach komponiert hat. Dylan besuchte die Aufnahmesessions und lebte in einem Zelt am Ende von Claptons Garten in Hurtwood und nahm an den Aufnahmesessions teil. Ein weiteres Duett ist der Song Hungry auf dem Marcy Levy beteiligt ist. Yvonne Elliman sang ebenfalls auf einigen Songs mit. Alle fünf Mitglieder von The Band hatten einen großen Anteil an dem Album.

## Titelliste
1. Beautiful Thing (Rick Danko, Richard Manuel) – 4:26
2. Carnival (Clapton) – 3:44
3. Sign Language (Bob Dylan) – 2:58
4. County Jail Blues (Alfred Fields) – 4:00
5. All Our Past Times (Clapton, Danko) – 4:40
6. Hello Old Friend (Clapton) – 3:36
7. Double Trouble (Otis Rush) – 4:23
8. Innocent Times (Clapton, Marcy Levy) – 4:11
9. Hungry (Levy, Dick Simms) – 4:39
10. Black Summer Rain (Clapton) – 4:55
11. Last Night (Walter Jacobs) – 4:52 (CD Bonustrack)

## Rezeption und Chartplatzierungen
Allmusic-Kritiker William Ruhlmann vergab dreieinhalb von fünf möglichen Sternen für das Album und bezeichnete es als „guten Kauf für Bob Dylan Fans, aber nicht unbedingt für die von Eric Clapton“. Das Album platzierte sich auf Rang 15 der Billboard 200 und auf Platz acht der britischen Albumcharts. Die Singleauskopplung Hello Old Friend belegte Platz 24 der Billboard Hot 100 und der Song Carnival die Position 22 der Ö3 Austria Top 40.

## Auszeichnungen für Musikverkäufe
| Land/Region                  | Auszeichnungen für Musikverkäufe (Land/Region, Auszeichnung, Verkäufe) | Verkäufe |
| ---------------------------- | ---------------------------------------------------------------------- | -------- |
| Japan (RIAJ)                 | —                                                                      | 35.000   |
| Vereinigte Staaten (RIAA)    | —                                                                      | 300.000  |
| Vereinigtes Königreich (BPI) | Silber                                                                 | 60.000   |
| Insgesamt                    | 1× Silber ·                                                            | 395.000  |

Hauptartikel: Eric Clapton/Auszeichnungen für Musikverkäufe